# تگزاس ۲۵
تگزاس ۲۵ (به انگلیسی: Texas 25) آلبومی از تگزاس گروه موسیقی  راک اهل اسکاتلند است که در ۱۶ فوریه ۲۰۱۵ از طریق پی‌آی‌ای‌اس رکوردینگز انتشار یافت.
در سال ۲۰۱۶، آلبوم از انجمن شرکت‌های مستقل موسیقی گواهی طلا دریافت کرد.

## نمودار
| نمودار                 | موقعیت |
| ---------------------- | ------ |
| جدول آلبوم‌های بریتانیا | ۵      |